# 광주 상무 축구단
광주 상무 FC(Gwangju Sangmu Football Club)는 대한민국 광주광역시에 있었던 축구 선수단이다. 광주광역시청이 운영했던 프로 축구단이며, 2002년에 창단되고 2010년에 해단되었다. 국군체육부대(상무) 소속 축구단으로 광주광역시를 연고지로 하여 2003년 시즌부터 K리그1에 참가하였다. 구단의 마스코트는 국군체육부대의 상징인 불사조다. 2011년 상무 축구단이 연고지를 경상북도 상주시로 옮겨 상주 상무 피닉스로 창단되면서 2010년에 해체되었다.

## 역사

### 광주 상무 축구단 (2002–2010)
2002년 FIFA 월드컵을 위하여 지어진 광주월드컵경기장의 활용 방안으로 광주광역시는 프로축구단을 유치하기로 하였다. 그러나 새로운 구단을 창단하기에는 시간과 노력이 많이 들었기에 실업 리그에서 활동하고 있던 상무 축구단을 끌어들였다. 2002년 4월 13일 국군체육부대와 광주광역시는 공식적으로 연고 협약을 맺었고, 상무는 처음으로 연고지를 갖게 되었다. 연고 계약은 2008년까지였고, 그 사이에 광주광역시는 새로운 시민축구단을 만들기로 하였다. 결과적으로 가입비 10억원과 축구발전기금 30억원 등 총 40억원을 한국프로축구연맹에 내고 한시적으로 상무를 유치한 것이었다. 연고지 계약을 맺었을 때는 이미 리그가 시작한 이후여서 2002년에는 K리그 참가에 앞서 2군 리그인 R리그에 참여하였고, B조 1위를 기록하였다. 
2002년 12월에 정식으로 K리그 참가 신청서를 제출해 이듬해 1월 승인되어 2003년부터 광주 상무 불사조로 구단 명칭을 확정하고 K리그에 참가하였다. 1985년 이후 18년만의 프로 무대 복귀였다. 복귀 첫 해에 12팀 중 하위권인 10위를 기록하였다. 2004 시즌에는 더 높은 순위의 8위를 기록하며 만만치 않은 전력 보여주었다. 2005 시즌에 최하위를 기록했지만 페어플레이 상을 받으며 군인 팀으로서의 위상을 더욱 높였다. 2008년 FA컵에서는 수원 삼성 블루윙즈를 승부차기로 꺾고 8강까지 진출하는 이변을 만들기도 하였으나, 4강에서 경남 FC에게 패하여 탈락하였다.
연고 계약이 끝나는 2008년까지 광주광역시는 기한 내 시민 구단 창단 약속을 이행하지 못하였고, 광주광역시가 2년간 유예를 다시 요청하면서 2010년까지는 본 상태를 유지하게 되었다. 한 차례 고비를 넘긴 후 2009 시즌에는 최성국의 입대로 폭 넓은 공격진이 형성되어 초반 돌풍을 일으켰다. 시즌 중반까지 1위를 달리는 기염을 토해냈으나 군인 팀의 한계를 극복하지 못하면서 시즌 막판에는 6연패를 당하기도 하였다. 그러나 초반에 쌓아둔 승점으로 열 다섯 개 팀 중 13위에 자리하였다. 2010년에는 김정우와 김동현 등이 입대하여 전 시즌보다 더욱 탄탄한 스쿼드를 구축하게 되었다.
2010년 10월 31일을 마지막으로 20년간 지휘해 왔던 이강조 감독이 사의를 표명하면서, 이수철 수석코치가 감독직을 맡게 되었다. 또, 약속대로 시민구단 광주 FC가 2011 시즌부터 참가를 선언하고 창단 작업에 착수함과 동시에 연고 계약이 종료됨에 따라 한국프로축구연맹과 상무는 새로운 연고지를 물색하여 경상북도 상주시를 새 연고지로 하는 상주 상무 피닉스가 창단되었다.

### 이천 상무
2002년 상무가 실업 리그에서 K리그로 진출한 이후, 상무 1군과 별개로 2군은 이천시를 연고로 하여 이천 상무라는 명칭으로 계속해서 새롭게 출범한 실업 리그인 K2리그에 참가하였다. 2003 시즌에는 후기 리그 우승을 차지하였고, 2005 시즌까지 K2리그에 참가하였다. 이후 2006년부터 광주 상무로 통합되어 K리그의 2군 리그인 R리그에 참가하였다.

## 선수 선발과 복무 기간

### 연도 별 입대 선수
| 입대년도 | 선수                   | 선수 |
| 입대년도 | GK                     | 일반 |
| -------- | ---------------------- | --- |
| 2002     | 이광석, 김지운         | 신상우, 연재천, 한상구, 문변모, 이영훈, 송윤석, 안홍찬, 최병훈 오승범, 김종천, 한봉현, 최배식, 남영훈, 정재운, 이도권, 김영하 정석근, 조재진, 손정탁, 이현동, 박상신, 이광재, 황상필 |
| 2003     | 박호진, 백민철         | 김영철, 김대건, 박경삼, 박준홍, 전광철 김상식, 조원희, 서동원, 박기욱, 김대욱, 하기윤, 김만중, 한국 이동국, 김병채, 박성배, 홍복표, 이세인                                           |
| 2004     | 정유석, 염동균         | 심재원, 서덕규, 김종경 박종우, 이정운, 김상록, 전우근, 김승현, 박윤화, 허제정, 김성길, 오정석, 안대현, 천우식, 최근식 윤보영, 김영철, 한정화, 박정환, 양현정, 이태유                 |
| 2005     | 권정혁, 한동진         | 박요셉, 박용호, 김용희, 고범수, 이응제, 김석우, 김광석, 손승준, 홍성요, 이진우 최종범, 박주성, 이동근, 최재영, 김수형, 박혁순 정윤성, 남궁웅, 정경호, 차철호                         |
| 2006     | 최무림, 김성민         | 성종현, 이동식, 조성윤, 주호진 김영근, 강용, 이윤섭, 최성현, 구경현, 조성용, 김동규, 전광진, 이익성 남궁도, 이진호, 황무규, 송근수, 여승원                                           |
| 2007     | 박동석, 박중천         | 박철형, 허재원, 김윤구, 여효진, 마철준, 이광현, 김백관, 이규철, 신수진, 차건명 강진욱, 이길훈, 이수환, 한태유, 백주현, 유현구, 고창현, 한설 남익경, 김승용                           |
| 2008     | 김용대, 이정래, 이현호 | 고슬기, 김태윤, 박광민, 신동근, 김승환, 김현승, 이현민, 최원우 최재수, 장경진, 최병도, 이완, 송한복, 강진규, 강민혁, 박종진 박규선                                                   |
| 2009     | 성경일                 | 김수연, 황선필, 최원권, 장현규, 배효성, 정호진, 박병규 전광환, 김영준, 권혁진, 박상욱, 천제훈, 강구남, 박원홍, 서민국, 박승민, 김범수, 김태민, 박진옥 최성국, 변윤철                 |
| 2010     | 김지혁, 임인성         | 오창식, 윤여산, 박정식, 조재용, 윤신영 김정우, 조용태, 김주환, 김영삼, 김민오, 변웅, 정경호, 김선우, 김지민 김동현, 주광윤, 이제규, 곽철호                                           |

## 참고 문헌
- “스포츠지원포털 등록 현황”. 대한체육회.
- “KFA 통합경기정보 시스템”. 대한축구협회.
- “K리그 데이터 포털”. 한국프로축구연맹.

## 같이 보기
- 광주 상무 FC R
- 이천 상무 FC
- 상무 축구단
- 상주 상무 FC
- 김천 상무 FC
- 광주 FC